# 思い出になれ/愛という宝物
「思い出になれ／愛という宝物」（おもいでになれ／あいというたからもの）は、奥華子の16枚目のシングル。2016年9月21日にポニーキャニオンからリリースされた。

## 解説
前作「楔 -くさび-」からアルバム『プリズム』をはさんで1年2ヶ月ぶりのシングルであり、自身初となる両A面シングル。2016年7月18日によみうりホールで開催されたライブツアー『10周年ありがとう!弾き語り全曲ライブ!』最終公演で発売が発表された。
シングルは通常盤1種類のみのリリース。表題曲2曲のほか、インディーズ時代の楽曲「小さなアリ」の上記ツアーにおけるライブ音源がカップリング曲として収録される。

## 収録曲
| 全作詞・作曲・編曲: Hanako Oku。 |                                           |            |            |      |
| #                                | タイトル                                  | 作詞       | 作曲・編曲 | 時間 |
| 1.                               | 「思い出になれ」                          | Hanako Oku | Hanako Oku | 4:45 |
| 2.                               | 「愛という宝物」                          | Hanako Oku | Hanako Oku | 4:10 |
| 3.                               | 「小さなアリ (ピアノ弾き語り Live ver.)」 | Hanako Oku | Hanako Oku | 3:59 |
| 4.                               | 「思い出になれ (Instrumental)」           | Hanako Oku | Hanako Oku | 4:44 |
| 5.                               | 「愛という宝物 (Instrumental)」           | Hanako Oku | Hanako Oku | 4:07 |
| 合計時間:                        | 合計時間:                                 | 21:46      |            |      |

### 曲解説
思い出になれ
テレビ朝日系『じゅん散歩』2016年10月・11月度エンディングテーマ。
男性目線で語られる失恋ソング。奥は楽曲について、「これから、また11年、12年、20年と歌い続けていきたい……改めてがんばろうという思いで作った新曲」と話している。
愛という宝物
cross fmメッセージプログラム「GREEN LINE」キャンペーンソング。
小さなアリ (ピアノ弾き語り Live ver.)
ライブツアー『10周年ありがとう!弾き語り全曲ライブ!』でシークレットソングとして披露した際のファンからの反響が大きかったことから、ライブ音源の収録が決まった。
奥は本曲について、「世の中に対する不安や自分自身の葛藤をストレートに歌っている曲です。アリという小さな生き物の目線にして歌詞を作っているのが、自分では新鮮に感じます」と述べている。